# 布里蒂斯 (朗多尼亞州)
10°12′43″S 63°49′44″W / 10.21194°S 63.82889°W
布里蒂斯（葡萄牙語：Buritis），是巴西的城鎮，位於該國西北部，由朗多尼亞州負責管轄，始建於1996年12月27日，面積3,266平方公里，海拔高度200米，2010年人口32,383，人口密度每平方公里9.92人。